# Temporada 1981 del Campeonato del Mundo de Motociclismo
La temporada de 1981 del Campeonato del Mundo de Motociclismo fue la 33.ª edición del Campeonato Mundial de Motociclismo.

## Desarrollo y resultados
Las Suzuki de Marco Lucchinelli y Randy Mamola mantuvieron la batallas hasta el final de temporada con el italiano alzándose con el título mundial por segundo año consecutivo. Barry Sheene ganaría el último Gran Premio de su carrera en Suecia mientras que el joven estadounidense Freddie Spencer realizó su debut de su exitosa carrera con una Honda NR500 de cuatro tiempos.
El alemán Anton Mang se alzó con el doblete, derrotando al campeón Jon Ekerold en 350cc y ganando diez de las doce carreras de 250. El francés Michel Rougerie, que acabó segundo en el Mundial de 250 cc de 1975, falleció al tener un accidente en la categoría de 350 del GP de Yugoslavia. Ángel Nieto consiguió su décimo campeonato al ganar ocho de los diez Grandes Premios mientras que la Bultaco de Ricardo Tormo ganó la categoría de 50cc.
A partir de 1981, la tecnología del chasis de la motocicleta evolucionó rápidamente a medida que los fabricantes de motocicletas pasaron del chasis de acero de la década de 1950 a armazones de aluminio con grandes vigas gemelas, implantadas por primera vez por el constructor español Antonio Cobas.

## Calendario
| Ronda | Fecha        | Gran Premio                     | Circuito          | Ganador 50cc      | Ganador 125cc  | Ganador 250cc       | Ganador 350cc     | Ganador 500cc     |
| ----- | ------------ | ------------------------------- | ----------------- | ----------------- | -------------- | ------------------- | ----------------- | ----------------- |
| 1     | 22 de marzo  | Gran Premio de Argentina        | Buenos Aires      |                   | Ángel Nieto    | Jean-François Baldé | Jon Ekerold       |                   |
| 2     | 26 de abril  | Gran Premio de Austria          | Salzburgring      |                   | Ángel Nieto    |                     | Patrick Fernandez | Randy Mamola      |
| 3     | 3 de mayo    | Gran Premio de Alemania         | Hockenheim        | Stefan Dörflinger | Ángel Nieto    | Anton Mang          | Anton Mang        | Kenny Roberts     |
| 4     | 10 de mayo   | Gran Premio de las Naciones     | Monza             | Ricardo Tormo     | Guy Bertin     | Eric Saul           | Jon Ekerold       | Kenny Roberts     |
| 5     | 17 de mayo   | Gran Premio de Francia          | Paul Ricard       |                   | Ángel Nieto    | Anton Mang          |                   | Marco Lucchinelli |
| 6     | 24 de mayo   | Gran Premio de España           | Jarama            | Ricardo Tormo     | Ángel Nieto    | Anton Mang          |                   |                   |
| 7     | 31 de mayo   | Gran Premio de Yugoslavia       | Rijeka            | Ricardo Tormo     | Loris Reggiani |                     | Anton Mang        | Randy Mamola      |
| 8     | 27 de junio  | Gran Premio de los Países Bajos | Assen             | Ricardo Tormo     | Ángel Nieto    | Anton Mang          | Anton Mang        | Marco Lucchinelli |
| 9     | 5 de julio   | Gran Premio de Bélgica          | Spa-Francorchamps | Ricardo Tormo     |                | Anton Mang          |                   | Marco Lucchinelli |
| 10    | 12 de julio  | Gran Premio de San Marino       | Imola             | Ricardo Tormo     | Loris Reggiani | Anton Mang          |                   | Marco Lucchinelli |
| 11    | 2 de agosto  | Gran Premio de Gran Bretaña     | Silverstone       |                   | Ángel Nieto    | Anton Mang          | Anton Mang        | Jack Middelburg   |
| 12    | 9 de agosto  | Gran Premio de Finlandia        | Imatra            |                   | Ángel Nieto    | Anton Mang          |                   | Marco Lucchinelli |
| 13    | 16 de agosto | Gran Premio de Suecia           | Anderstorp        |                   | Ricardo Tormo  | Anton Mang          |                   | Barry Sheene      |
| 14    | 30 de agosto | Gran Premio de Checoslovaquia   | Brno Circuit      | Theo Timmer       |                | Anton Mang          | Anton Mang        |                   |